# あかね (高速フェリー)
あかねは、佐渡汽船が2015年（平成27年）から2021年（令和3年）まで小木港と直江津港の間（小木直江津航路）を中心に運航していた双胴型高速カーフェリー（ウェーブピアサー）である。

## 概要
佐渡汽船の小木直江津航路は輸送人員が減少傾向で赤字が続いており、2007年から廃止も含めた航路存続についての議論が行われた。1989年から冬期を除いて運航されてきたジェットフォイルは2003年10月末で運航を終了、カーフェリーも2008年4月のダイヤ改正でこさど丸が老朽化により引退し、以後はこがね丸1隻体制で1日1.5往復の変則ダイヤで運航が行われてきた。
小木直江津航路が国道350号の海上区間であること、2015年3月に北陸新幹線の金沢開業を控えていることなどから、新潟県、佐渡市、上越市は航路存続に向け協議を行い、イベントに合わせたジェットフォイルの臨時運航など小木直江津航路を対象とした社会実験およびパブリックコメントを実施、当初は中古のジェットフォイルを導入して現行のカーフェリーと合わせて運航する案も検討されたが、収支が改善できない懸念があることから、2013年1月に新造の高速フェリーを導入し1日2往復の運航とする方針が決定された。船名は公募され、2014年7月19日から8月31日までの応募期間中に2,632件の応募があった。茜色が日本海の夕日、朱鷺色、おけさ柿など佐渡島をイメージさせることから「あかね」と命名された。購入費用は約60億円で、購入にあたっては上越市から約2億5000万円の補助金を受けている。
2015年4月21日より1日2往復のダイヤで運航を開始した。所要時間は100分で従来のカーフェリーより60分短縮された。これまで、小木直江津航路に就航していた三代目こがね丸は、本船就航前日の20日の小木港17時発の便が最終運航となり、21日に直江津港から新潟港へ回航された。その後、売却整備を行った上で、リベリアのブラザー・スターズ・マリタイム社へ売却されている。
2018年6月7日、佐渡汽船があかねの推進装置の一部にクラックが発見されたことを発表した。この修理のために函館どつくへ入渠する影響で、2018年6月25日から同28日までの間、ジェットフォイルが代替運航を行った。
その後、双胴船の乗り心地の悪さや修繕費、新型コロナウイルスの流行による輸送低迷もあり、2020年10月に県、佐渡市、上越市と売却方針で合意し、わずか5年で佐渡を去ることとなった。後継にはジェットフォイルが使用される。2021年6月にスペインの企業FRSに30億5千万円で売却されることが決まり、同年7月27日に係留されていた直江津港から出港しスペインに向かった。なお就航から約6年での売却となったため、上越市では前述の補助金のうち、20年の減価償却期間のうち未了分の14年分に当たる約1億7590万円について返還を求めている。
スペインFRSではLevante Jetという名称となり、2022年5月時点で当船舶含め3隻のウェーブピアサーがアルヘシラス～セウタ間で運行されている。

### 沿革

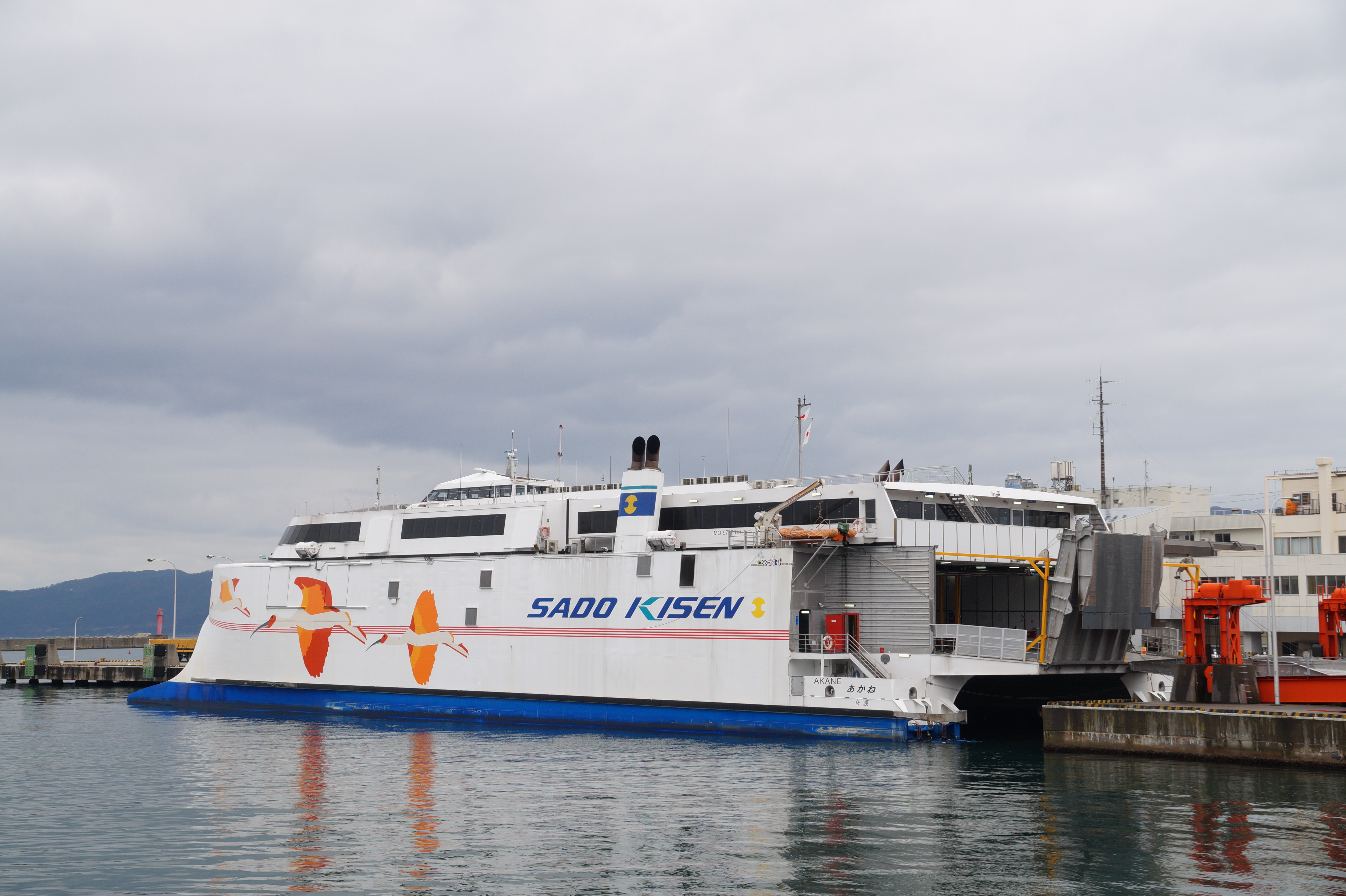
両津航路で代替運航を行う「あかね」

- 2013年（平成25年）1月 - 小木直江津航路への新造高速フェリー投入が決定
- 2014年（平成26年）9月 - 船名が「あかね」に決定[3]
- 2015年（平成27年）
  - 3月24日 - オーストラリア連邦タスマニア州ホバートのインキャット造船所を出発[17]
  - 4月6日 - 前日、直江津港沖に到着した「あかね」が直江津港に初入港[17]
  - 4月7日 - 乗員訓練のため小木港へ初入港[17]
  - 4月19日 - 直江津港で見学会および直江津港発着の試乗会を実施[18]
  - 4月20日 - 小木港で見学会および小木港発着の試乗会を実施[18]
  - 4月21日 - 直江津小木航路に1日2往復で就航
- 2021年（令和3年）
  - 3月20日 - 両津発新潟着便にて定期就航終了[1]
  - 6月26日 - スペイン企業への売却が決定[13]
  - 7月27日 - 直江津港から出港[14]

## 船体
過去に青函航路で運航されていたナッチャンRera、ナッチャンWorldと同じくオーストラリアのインキャット社の建造する波浪貫通型双胴高速船（ウェーブピアサー）である。

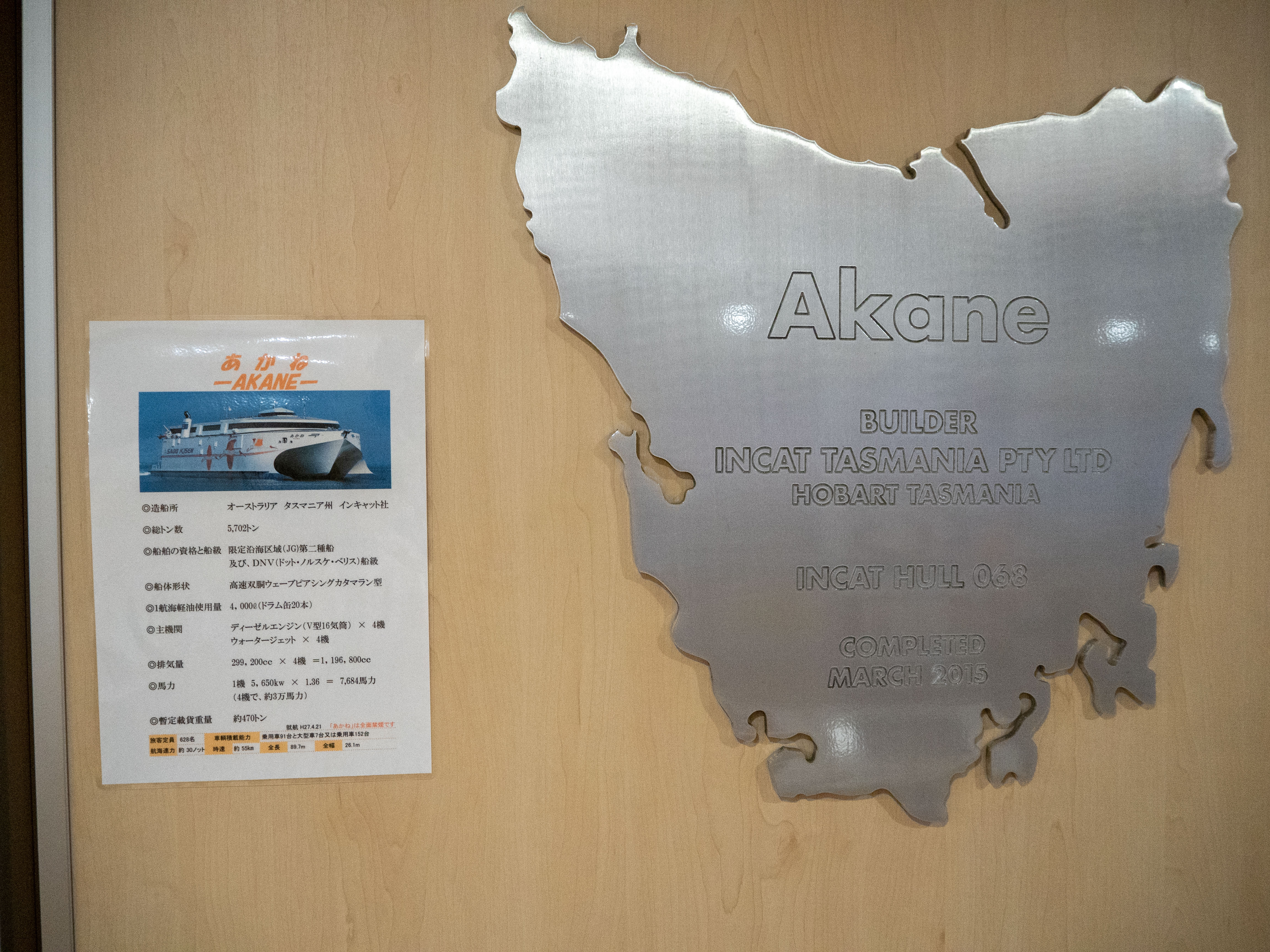
あかねの銘板

新造が決定される以前、2008年のこさど丸引退と前後して、係船状態となっていたナッチャンを佐渡汽船に売却する話が持ちかけられていた。ナッチャンの規模が輸送実績と比して過大だったため、売却は実現しなかったが、高速性とジェットフォイルでは不可能なフェリーとしての運行が可能な長所を買われ、一回り小型のウェーブピアサーを新造する方針が決定された。
ハルナンバー（建造番号）は068で、初の85m型となる。112m型のナッチャンより小型であるため、車両甲板、船室がそれぞれ1層となっており、TIER1が車両甲板、TIER2が船室、その上が操舵室となっている。佐渡汽船がこさど丸で国内で初めて採用した可動式車両甲板は本船にも取り入れられており、車両甲板は搭載車両によって使い分けることが可能である。トラックなど車高の高い車両を搭載する際は床板を天井に収納、乗用車など車高の低い車両を搭載する際は、床板を降ろして車両を2段に搭載する。徒歩乗船の乗船口も車両甲板2階の可動甲板と同じフロアにあるため、徒歩の場合でも車両置場を経由して乗船することになる。カーフェリー用の既存の港湾設備をそのまま利用できるよう、ナッチャンWorldに追加装備されたサイドランプとは異なる大型の船尾ランプを装備しており、航送車は車両甲板への乗船・下船両方ともその船尾ランプから行うため、乗船時には車両置場内で転回して船尾側から順にU字の形に並ぶように誘導される。船体には、茜色のラインと羽ばたくトキが描かれており、喫水線以下はナッチャン同様の青色となっている。
客席は2クラス制で全席指定である。前方に一等座席「ときクラス」（70席）、後方に二等座席（602席）が配置されており、一等は革張り、二等は布張りのリクライニングシートである。船室最後方には露天デッキが設けられており、航行中に外部へ出ることのできる唯一のスペースとなっている。このほか、ペットルームが設置されており、身体障害者補助犬を除くペットを帯同し乗船する際は、ケージ等に入れた上で片道540円のペット料金を支払った上で預ける事になる。車両甲板には冷暖房の設備がないため、車内にペットを残して乗船することは禁じられているまた、2015年11月には右舷後部の2等いす席44席を撤去し、船酔い時に対応した「じゅうたんコーナー」を新設した。